# Hermann von der Schulenburg (Geistlicher)

Wappen des Adelsgeschlechtes von der Schulenburg

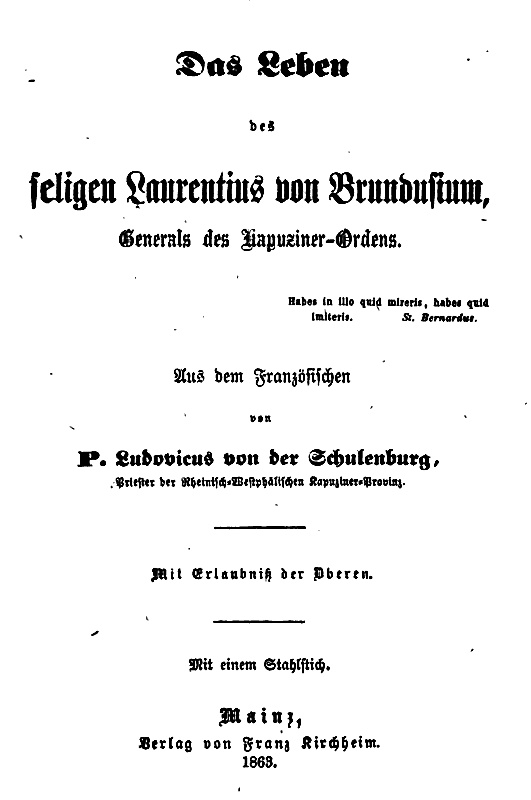
Buchtitelblatt, 1863

Hermann Graf von der Schulenburg, Ordensname Ludovicus  (* 8. August 1829 auf dem Rittergut Emden bei Magdeburg; † 6. April 1865 in Koblenz-Ehrenbreitstein) war ein preußischer Offizier, der zur katholischen Kirche konvertierte und Kapuziner wurde.

## Leben

### Herkunft
Hermann entstammte dem preußischen Adelsgeschlecht von der Schulenburg aus dem Hause Emden. Er war der Sohn des späteren preußischen Generalleutnants Hermann von der Schulenburg (1794–1860) und dessen Ehefrau Auguste, geborene von Eickstedt (1796–1860). Der Großvater Alexander von der Schulenburg-Emden amtierte 1807 bis 1812 in Magdeburg als Präfekt des Elbe-Departements im Königreich Westphalen.

### Biografie
Schulenburg schlug ebenfalls die Militärlaufbahn ein und wurde preußischer Offizier. Er konvertierte vom evangelischen Glauben zur katholischen Kirche, studierte in Mainz Theologie und trat 1859 dort in die rheinisch-westfälische Provinz des Kapuzinerordens ein. Sein Noviziat verbrachte er im Kloster Werne. Der Graf nahm den Ordensnamen „Ludovikus“ an und erhielt die Priesterweihe. 1863 publizierte er in Mainz eine Biografie des Heiligen Laurentius von Brindisi, die er aus einer französischen Lebensbeschreibung des Kapuziners erarbeitet, zusammengestellt und ins Deutsche übertragen hatte.
Pater Schulenburg litt an einer schwachen Gesundheit und wurde ernstlich krank, weshalb ihn seine Oberen zur Genesung ins Kapuzinerkloster Koblenz-Ehrenbreitstein versetzten. Dort verstarb er 1865, im Alter von 35 Jahren.

## Werke
- Das Leben des seligen Laurentius von Brundusium, Generals des Kapuziner-Ordens. Kirchheim, Mainz 1863 archive.org; Nachdruck 2010, Kessinger Pub, ISBN 1-160-05903-9